# 농발거미과
농발거미과는 크고 다리긴 거미들이 속한 과다. 집 주변이나 동굴, 바위 틈, 나무껍질 밑 등에서 생활하는데, 늑대거미, 깡충거미처럼 거미줄로 집을 치지 않고 돌아다니면서 사냥한다. 바퀴벌레 등 해충의 주요 천적이다. 사람에게 특별히 해를 끼치지는 않지만, 일부 종은 독성이 강해 물리지 않도록 주의해야 한다. 하지만, 적어도 농발거미를 포함한 한국과 아시아의 몇몇 종은 전혀 해롭지 않다.

## 한국 서식종
- 농발거미속
  - 농발거미
- 별농발거미속
  - 별농발거미
  - 금빛농발거미
  - 한국농발거미
  - 쌍점농발거미
  - 낙엽농발거미
  - 흑갈농발거미
- 가마니거미속
  - 가마니거미
- 이슬거미속
  - 이슬거미

## 같이 보기
- 대모벌과